# Axymyiomorpha
Infra-ordre
Les Axymyiomorpha sont un infra-ordre d'insectes diptères nématocères.

## Liste des familles
Selon ITIS (8 juin 2014) :
- famille Axymyiidae Shannon, 1921
- famille Pachyneuridae Handlirsch, 1908

Selon NCBI (8 juin 2014) et Paleobiology Database (8 juin 2014) :
- famille Axymyiidae Shannon, 1921

## Classification
L'infra-ordre des Axymyiomorpha a été créé en 1981 par James Francis McAlpine (d), Bobbie Vernon Peterson (d), Guy Eaden Shewell, Herbert Joseph Teskey (d), John Richard Vockeroth (d) et Donald Montgomery Wood (d).